# Czesław Marek
Czesław Marek (ur. 16 września 1891 w Przemyślu, zm. 17 lipca 1985 w Zurychu) – polski kompozytor, pianista i pedagog fortepianu.

## Życie
W latach 1908-09 uczył się gry na fortepianie u Loewenhoffa oraz harmonii pod kierunkiem Stanisława Niewiadomskiego we Lwowie w Instytucie Muzycznym Łysenki. Następnie w Wiedniu prywatnie studiował grę na fortepianie w latach 1910-13 u słynnego Polaka i swego prawie krajana Teodora Leszetyckiego oraz u Karla Weigla kompozycję, natomiast u Guido Adlera muzykologię. W latach 1913–14 w Strasburgu studiował pod kierunkiem Hansa Pfitznera kompozycję i dyrygenturę.
W 1910 był nauczycielem gry na fortepianie w Instytucie Muzycznym we Lwowie.
Został mianowany profesorem fortepianu we Lwowie w 1914, ale po trzech miesiącach niemiecka inwazja w Galicji i bitwy z wojskami rosyjskimi zmusiły Marka i jego rodziców do schronienia się w Pradze, gdzie wspomagał go Alexander von Zemlinsky. W styczniu 1915 wyjechał do Szwajcarii i zamieszkał w Zurychu, gdzie zaprzyjaźnił się z Busonim.
W 1915 Czesław Marek po przyjeździe do Zurychu zaczął uczyć harmonii oraz gry na fortepianie skrzypaczkę Claire Rosę Hofer ur. 11 grudnia 1897 w Zurychu, która studiowała już wcześniej na tamtejszym konserwatorium oraz w Genewie. Pobrali się 28 września 1918. Claire pracowała czasowo nauczycielka skrzypiec w konserwatorium José Berra w Zurichu i regularnie koncertowała wspólnie z mężem, zmarła 12 września 1982.
Marek swoją działalność pedagogiczną oraz wykonawczą rozwijał mimo napotkanego oporu ze strony swoich szwajcarskich kolegów jako artysta i nauczyciel niezwiązany z żadnym ośrodkiem naukowym.
Do 1924 próbował zbudować swą karierę pianisty koncertując w niemal całej Europie. Choć później wycofał się z estrady koncertowej, kontynuował pracę pedagogiczną i komponowanie. Wkrótce też zasłynął, podobnie jak jego nauczyciel (Leszetycki), ściągając do siebie uczniów z całego świata.
W latach 1916–1919 prowadził klasę fortepianu w prywatnym Konserwatorium José Berra w Zurychu. Od 1929 do 1930 sprawował funkcję dyrektora Państwowego Konserwatorium w Poznaniu oraz profesora kompozycji. W 1930 powrócił do Szwajcarii. W 1932 przyjął obywatelstwo szwajcarskie.
Zmarł w Zurychu, w wieku 94 lat. Po śmierci zainteresowanie jego muzyką wzrosło, a większość dzieł zostało wydanych na płytach pod koniec lat 90.
Czesław Marek jako kompozytor był laureatem wielu nagród, m.in. Lutni Warszawskiej (1912), Echa Poznańskiego (1924), Echa Krakowskiego (1925), miesięcznika "Muzyka" (1926 i 1927) oraz za "Sinfonię brevis" na orkiestrę (1928) na Międzynarodowym Konkursie Kompozytorskim im. Franza Schuberta w Wiedniu (1928).

## Muzyka
Wśród jego kompozycji najbardziej istotne są fugujący Tryptyk, op. 8 (1913, zmieniona w 1923) na fortepian; jednoczęściowa Sinfonia op. 28 na wielką orkiestrę uważana za najwybitniejsze dzieło i za którą zdobył pierwszą nagrodę w sekcji polskiej Międzynarodowego Konkursu 1928 Columbia Graphophone zorganizowanego w setną rocznicę śmierci Schuberta. Ważne są także jego dwa cykle polskich pieśni na głos i orkiestrę kameralną opartą na tekstach ludowych. W 1930 stworzył wiele utworów na harfę, w tym transkrypcję dzieła Ravela Ondine na dwie harfy. W okresie późniejszym napisał kilka utworów w stylu jazzowym. Przestał komponować w latach 40., ale w 1972 opublikował w Zurychu znaczącą pracę poświęconą sztuce gry fortepianowej zatytułowaną 'Lehre des Klavierspiels'. Pierwsza część tej pracy pierwotnie ukazała się w 1961 roku pod tytułem "Was ist musikalisch?".
We wcześniejszych kompozycjach widać wpływy muzyki Bacha i Chopina, być może również Griega. Później uwidocznia się wpływ Ravela i Debussy'ego oraz folkloryzującego Szymanowskiego. Jazzowy styl ostatnich kompozycji nieco zaskakuje.
Ceniony poza granicami kraju, mało znany w Polsce. Swoje kompozycje określał jako klasycznie zorientowany późny romantyzm.

## Bardziej znane kompozycje
- "Prélude et Air" na fortepian (1911)
- "Dwanaście wariacji na temat własny" na fortepian (1911)
- "Bohème" na chór mieszany a cappella (1911)
- "Sursum corda" na chór mieszany a cappella (1911)
- "Pięć pieśni" na głos i fortepian (1911-13)
- "Ballada" na fortepian (1912)
- "Marsz zbójnicki" na chór męski a cappella (1912)
- "Widziadło" na chór męski a cappella (1912)
- "Przedświt" na chór męski i orkiestrę (1912)
- "Méditations" na orkiestrę (1913)
- "Elégie et nocturne" na fortepian (1913)
- "Echos de la jeunesse" na fortepian (1913)
- "Canzona i 2 romanse" na fortepian (1913)
- "Scherzo symfoniczne" na orkiestrę (1914)
- "Capriccio" na orkiestrę (1914)
- "Sonata na skrzypce i fortepian" (1914)
- "Waldnacht" na głos i fortepian (1914)
- "Sinfonietta" na orkiestrę (1914-16)
- "Allegro amabile" na fortepian (1915)
- "Sérénade italienne" na 2 fortepiany (1915)
- "Wiatr gnie sieroce smreki" na głos i fortepian (1915)
- "Pięć pieśni" na głos i fortepian (1915-17)
- "Serenada" na skrzypce i orkiestrę (1916-18)
- "Petite valse" na fortepian (1919)
- "Triptyque. Trois préludes et fugues" pour piano (1919)
- "Pozdrowienie" na chór męski a cappella (1924)
- "Cyt... to era śmierci" na chór męski a cappella (1924)
- "Suita" na orkiestrę (1925)
- "Romans, scherzo, andante i gawot w starym stylu" na skrzypce i fortepian (1926)
- "Sarabanda i toccata" na fortepian (1927)
- "Three Jazz-Caprices" na fortepian (1928)
- "Sinfonia brevis" na orkiestrę (1928)
- "Na wsi", suita polskich pieśni ludowych na głos i orkiestrę kameralną (1929)
- "Deux pièces romantiques" na harfę (1930)
- "Chants paysants" ("Wiejskie śpiewy") na głos solowy i orkiestrę kameralną (1934)
- "Mała suita" na fortepian (1935)
- "Petite suite en clef de sol" na fortepian (1935)
- "Fox-Trot" na fortepian (1937)
- "Jazz-Humoresque" na 2 fortepiany (1937)
- "Chorał" na fortepian (1938)
- "Two Fox-Trots" na fortepian (1938)
- "Three Dances" na fortepian (1939)
- "Toccata" na fortepian (1958)